# Haemodracon
Haemodracon este un gen de șopârle din familia Gekkonidae.

Cladograma conform Catalogue of Life:
| Haemodracon | \| \| Haemodracon riebeckii \| \| \| \| \| \| Haemodracon trachyrhinus \| \| \| \| |
|             | \| \| Haemodracon riebeckii \| \| \| \| \| \| Haemodracon trachyrhinus \| \| \| \| |
|             | Haemodracon riebeckii                                                              |
|             |                                                                                    |
|             | Haemodracon trachyrhinus                                                           |
|             |                                                                                    |